# NonStop SQL
NonStop SQL es un sistema de gestión de base de datos relacional comercial que está diseñado para tolerancia de fallos y escalabilidad, actualmente ofrecido por Hewlett Packard Enterprise.
El producto fue originalmente desarrollado por Tandem Computers. Tandem fue adquirida por Compaq en 1997. Compaq sería más tarde adquirido por Hewlett Packard en 2002. Cuando Hewlett Packard se separó en 2015 en HP Inc. y Hewlett Packard Enterprise, NonStop SQL y el resto de los productos de la línea NonStop fueron a Hewlett Packard Enterprise. 
El producto principalmente se utiliza procesamiento de transacciones on-line y es adaptado para organizaciones que requieren disponibilidad alta y escalabilidad para su sistema de base de datos. Los usuarios típicos del producto son bolsas de valores, telecomunicaciones, bancos, POS, y redes ATM.

## Historia
NonStop SQL está diseñado para correr eficazmente en ordenadores paralelos, añadiendo funcionalidad para datos distribuidos, ejecución distribuida, y transacciones distribuidas.
La primera versión fue liberada en 1987. Una segunda versión en 1989 añadió la capacidad de ejecutar consultas en paralelo, y el producto se hizo bastante famoso por ser uno de los pocos sistemas que escalaba casi linealmente con el número de procesadores en la máquina: añadiendo un segundo CPU a un servidor NonStop SQL existente duplicaba su desempeño casi exactamente.
La segunda versión añadió /MP a su nombre, en referencia a Masivamente Paralelo. Una tercera versión, NonStop SQL/MX, fue un intento por Tandem Computers para crear un producto que era más compatible con SQL ANSI que su predecesor. NonStop SQL/MX fue incluido en la plataforma NonStop desde 2002, y puede acceder a las tablas creadas con NonStop SQL/MP, a pesar de que sólo las tablas "SQL Nativo/#MX" ofrecen compatibilidad ANSI y mejoras similares de Oracle. La plataforma de inteligencia de negocios HP Neoview fue construida utilizando NonStop SQL en sus orígenes. NonStop SQL/MX es el único producto de base de datos OLTP de HP.